# Edward Emerson Barnard

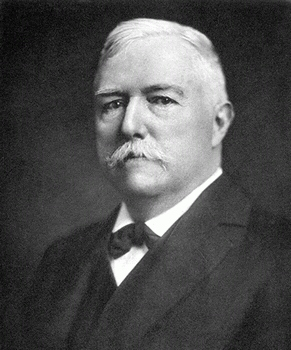
Edward Emerson Barnard

Edward Emerson Barnard (ur. 16 grudnia 1857 w Nashville, zm. 6 lutego 1923 w Williams Bay) – amerykański astronom, powszechnie znany jako E. E. Barnard. Interesował się głównie astrometrią. Był pionierem fotografowania nieba oraz wiodącym obserwatorem swoich czasów.

## Odkrycia
W 1889 wykonał pierwszą fotografię Drogi Mlecznej przy użyciu soczewek o dużej aperturze, co przyczyniło się do zaobserwowania wielu szczegółów.
Odkrył w sumie szesnaście komet, pierwszą w 1881 roku. W 1892 odkrył Amalteę, piąty księżyc Jowisza, i tym samym stał się drugim, po Galileuszu, historycznym odkrywcą satelitów tej planety.
Obserwował też Marsa, a w latach 90. XIX wieku obserwował marsjańskie kratery (jednak żadnego z wyników tych obserwacji nie podał wówczas do wiadomości publicznej).
33 obiekty typu „mgławicowego” skatalogowane przez niego jako nowo odkryte znalazły się w New General Catalogue (NGC), a 172 w suplementach Index Catalogue (IC); później okazało się, że część z nich była już obserwowana przez innych astronomów, a dziesięciu obiektów IC nie udało się odnaleźć. Odkryte przez niego obiekty to głównie galaktyki i mgławice.
W 1916 roku odkrył, że nazwana potem jego imieniem Gwiazda Barnarda jest najszybciej poruszającą się po niebie gwiazdą widzianą z Ziemi.
Zajmował się wyszukiwaniem i katalogowaniem ciemnych mgławic – stworzył katalog złożony z 370 takich obiektów, opublikowany w całości w 1919 roku.

### Odkryte komety
Wszystkie znalezione w latach od 1881 do 1892.
- C/1881 S1 (Barnard)
- C/1882 R2 (Barnard)
- D/Barnard 1 (D/1884 O1)
- C/1885 N1 (Barnard)
- C/1885 X2 (Barnard)
- C/1886 T1 (Barnard-Hartwig)
- C/1887 B3 (Barnard)
- C/1887 D1 (Barnard)
- C/1887 J1 (Barnard)
- C/1888 U1 (Barnard)
- C/1888 R1 (Barnard)
- C/1889 G1 (Barnard)
- 177P/Barnard 2 (P/1889 M1)
- C/1891 F1 (Barnard-Denning)
- C/1891 T1 (Barnard)
- 206P/Barnard-Boattini (D/1892 T1)

## Wyróżnienia
Nagrody
- Złoty Medal Królewskiego Towarzystwa Astronomicznego (1897)
- Prix Jules-Janssen (1906)
- Bruce Medal (1917)

Nazwane jego imieniem
- Barnard – krater na Księżycu
- Barnard – krater na Marsie
- Gwiazda Barnarda
- planetoida (819) Barnardiana[4]
- planetoida (907) Rhoda – nazwana imieniem jego żony[5]
- Barnard Regio – struktura na Ganimedesie, księżycu Jowisza[6]
- Mgławica Merope Barnarda
- mgławica Pętla Barnarda